# Kagawa (prefektura)
Kagawa (japanski: kanji (香川県, romaji: Kagawa-ken) je prefektura u današnjem Japanu. 
Nalazi se u sjevernoj obali otoka Shikokua. Nalazi se u chihō Shikokuu.
Glavni je grad Takamatsu.
Organizirana je u 5 okruga i 17 općina. ISO kod za ovu pokrajinu je JP-37.
1. prosinca 2010. u ovoj je prefekturi živjelo 995.465 stanovnika.
Simboli ove prefekture su cvijet masline (Olea europaea), drvo masline (Olea europaea) i ptica mala kukavica (Cuculus poliocephalus).